# Felinia spissa
Felinia spissa là một loài bướm đêm trong họ Erebidae.